# Kaleidoscope 2000
program Kaleidoscope 2000 - (ang. Kaleidoscope 2000) - Akcja Kulturalna Kalejdoskop 2000 - program Unii Europejskie z dziedziny polityki kulturalnej. Dotyczy przede wszystkim promocji wydarzeń kulturalnych i artystycznych o wymiarze europejskim.. Decyzją Parlamentu Europejskiego i Rady Europejskiej forma programu powstała na okres od 1 stycznia 1996 do 31 grudnia 1998 r., a następnie program został przedłużony o kolejny rok. Nazwa nawiązuje do Kalejdoskopu - różnorodność wzorów przy jednym świetle i jest metaforą do motta UE - Jedność w różnorodności (łac. In varietate concordia). Jedno światło - różne figury.
Program wspierał projekty dotyczące rozpowszechniania historii kultury europejskiej, zwiększenia dostępu publicznego do kultury, jak również promocji artystycznej i kulturalnej oraz współpracy między profesjonalistami. Wprowadził zasadę finansowania projektów realizowanych wyłącznie na zasadzie sieci, zgodnie z którą projekty nadesłane z państw stowarzyszonych musiały być realizowane we współpracy z dwoma państwami członkowskimi.
Cele programu:
- rozwój twórczości artystycznej o wymiarze europejskim,
- wspomaganie nowatorskich projektów kulturalnych inicjowanych przez państwa europejskie,
- pomoc w rozwoju profesjonalnych umiejętności artystów i osób związanych z kulturą,
- propagowanie wiedzy o kulturach europejskich.

Program Kaleidoscope zawierał dwie odrębne formy akcji kulturalnych, w ramach których rozpatrywane były projekty ubiegające się o subwencje:
- wsparcie projektów i wydarzeń kulturalnych realizowanych w ramach partnerstwa lub poprzez sieci współpracy, przy udziale partnerów z przynajmniej trzech państw członkowskich,
- projekty współpracy europejskiej na szeroką skalę; akcja skupiała się na istotnych projektach o wymiarze europejskim, wysokiej jakości i dużym wpływie społeczno-ekonomicznym.

W ramach programu Polska otrzymała m.in. następujące subwencje UE:
| Rok  | Przedsięwzięcie | Wysokość subwencji                                                  |
| ---- | --- | ------------------------------------------------------------------- |
| 1998 | Song of the Gost Wrocław Theatrical Association XXXIII International Festival Wratislavia Cantans Music and Fine Arts The Wratislavia Cantans State Institute Of Culture The Baltic Summer Academy of Chamber Music- - The Baltic Sea Culture Centre 22nd Northern People Folklore Festival - The Baltic Sea Culture Centre Shakespearean Gedanense Integrational Fine Arts Workshops' Ateller - Lack'98 - The Association Of Tourist Municipalities Of The Gostynin Lake District The 2nd International Underground - Wieliczka'98 World Art. Underground | 14 006.5 € 47 600 € 15 789.47 € 45 000 € 45 000 € 11 101 € 45 000 € |